# Kopalnia Węgla Kamiennego Ludwik-Concordia

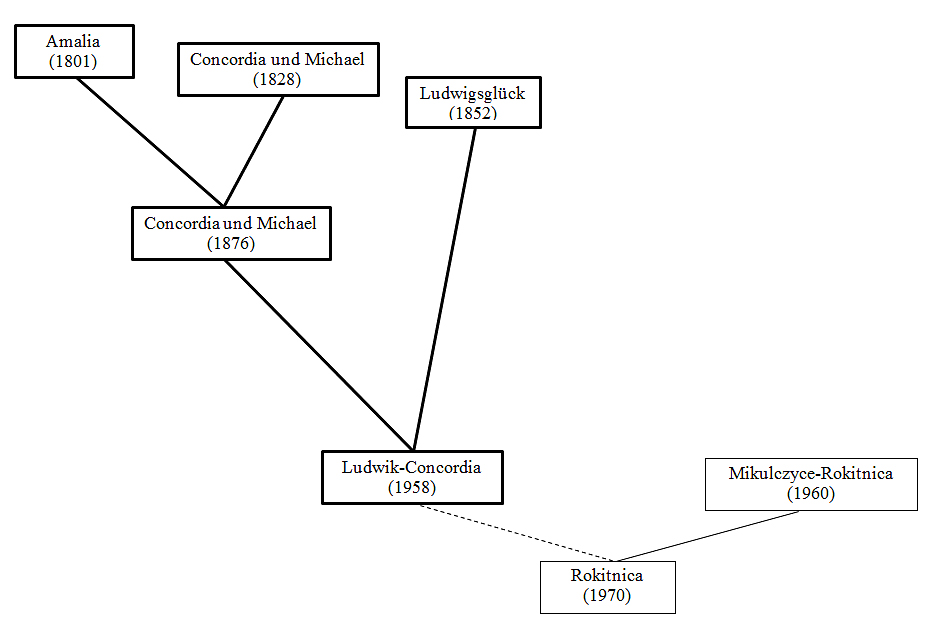
Vorgängerbergwerke und Fusionen

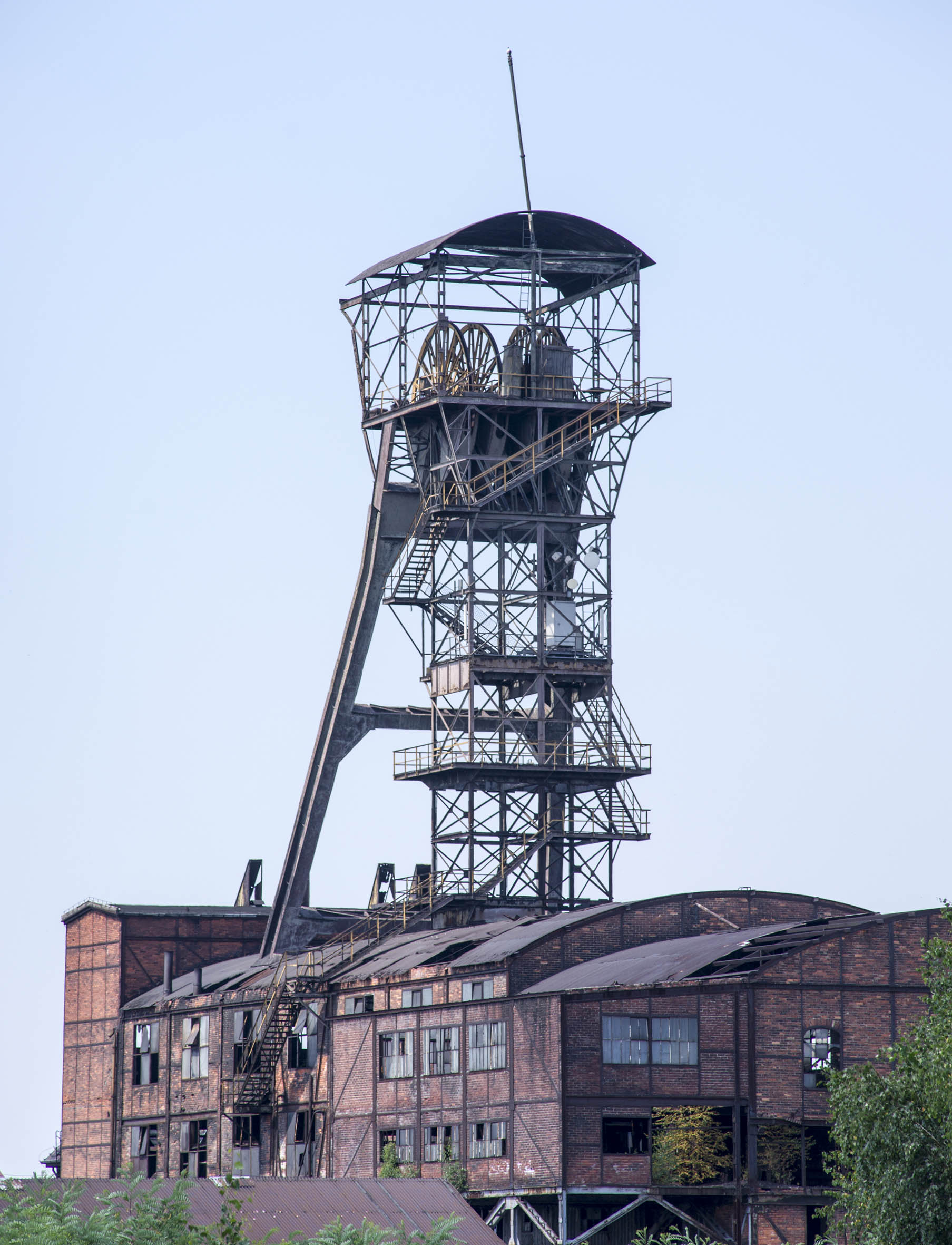
Schacht Tadeusz

Die Steinkohlenzeche Ludwigsglück-Concordia (polnisch Kopalnia Węgla Kamiennego Ludwik-Concordia) ist ein ehemaliges Verbundbergwerk der ursprünglich eigenständigen Zechen Ludwigsglück und Concordia im Nordosten von Zabrze (zwischenzeitlich Hindenburg O.S.), Polen.

## Geschichte

### Ludwigsglück
Die Mutung des Feldes „Ludwigsglück“ (Lage) in Zabrze-Biskupine erfolgte am 26. Februar 1852 durch Gustav Heinrich von Ruffer, einem Breslauer Industriellen. Es erhielt seinen Namen von Carl Ludwig von Ballestrem, einem Mitglied der auch in Biskupine begüterten Familie Ballestrem, der in Zabrze auch die Zechen Hedwigswunsch und Castellegno gehörten. Später gehörte das Bergwerk Guido Henckel von Donnersmarck, bevor es 1876 zusammen mit weiteren Grubenfeldern in den Besitz von Albert Borsig überging.
Nachdem bereits 1860 mit dem Abteufen dreier Schächte begonnen worden war, konnte erst 1873 über den „Ernstschacht“ die erste Kohle aus dem Einsiedelflöz zu Tage gehoben werden.

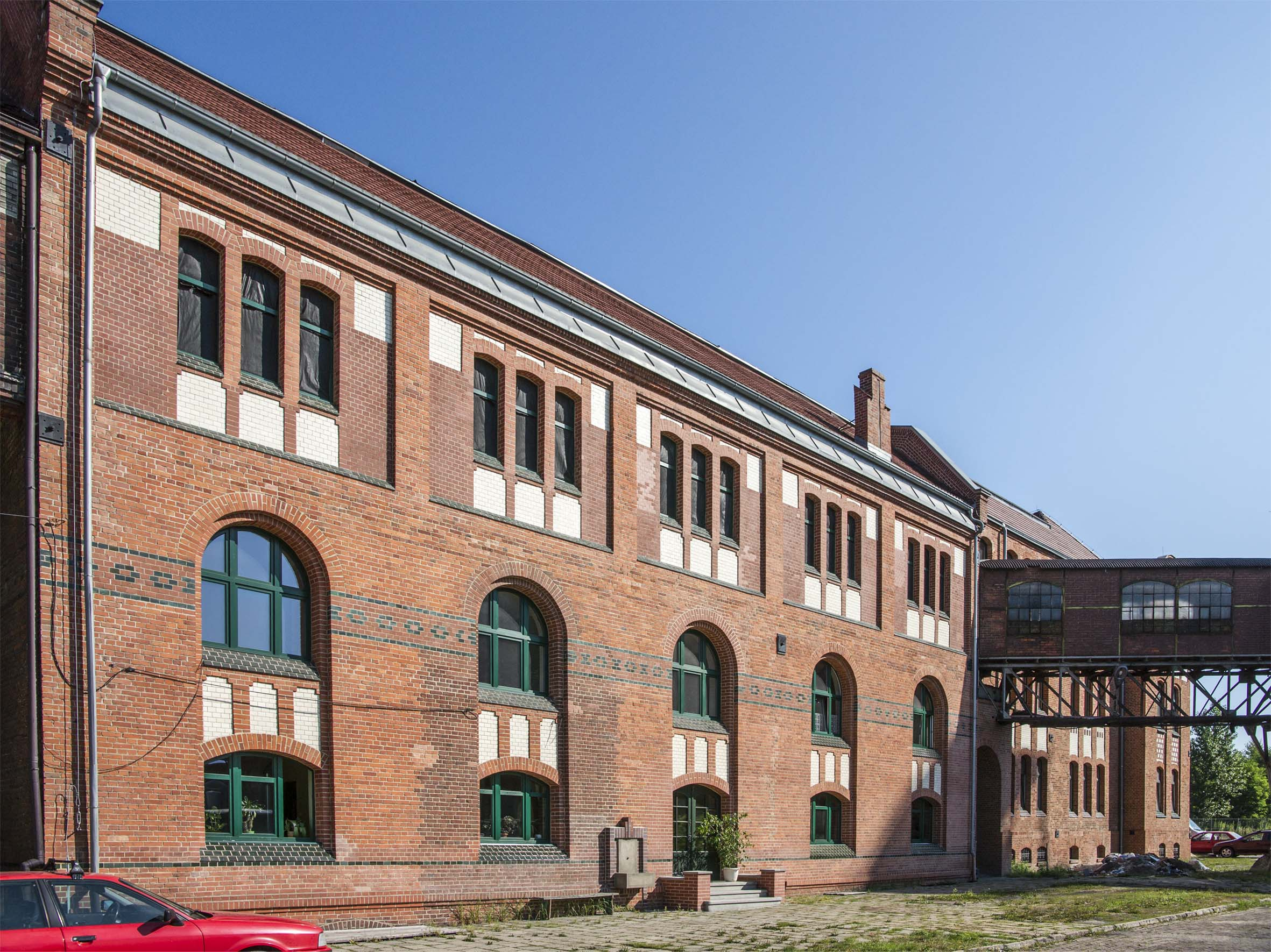
Kaue des Bergwerks Ludwik

Wegen der geringen Größe des Feldes Ludwigsglück mit 0,79 km² war man schon in den 1880er Jahren genötigt, den vorhandenen Schacht (ursprünglicher Name Förderschacht; später „Konrad“) auf 225 m tiefer zu teufen und einen weiteren Schacht (zuerst „Guido“, später „Conrad“ genannt; 226 m) niederzubringen, um alle Sattelflöze mit einer Gesamtmächtigkeit von 20 m abbauen zu können. 1899 kam ein Wetter- und Materialschacht hinzu. Ein im November 1899 offen ausgebrochener Grubenbrand mit 10 Toten legte das Bergwerk fast zwei Jahre still. Diese Stillstandszeit wurde genutzt, um die Anlage über- und unter Tage zu modernisieren. 1903 wurde das Sandspülverfahren eingeführt; hierzu war zuvor der Annaschacht in der Nordostecke des Feldes abgeteuft worden. Die Wasserhaltung erfolgte über die Schächte Ernst und Conrad, die zwischen 1901 und 1912 auf 350 m tiefergeteuft worden waren.
Da die eigentliche Berechtsame sehr klein war, bildete die Zeche von Anfang an mit den Feldern „Altenberg II“, „Borsig I“ und Teilen von „Maria-Anna II“ eine Betriebsgemeinschaft und kam dadurch auf eine Gesamtgröße von 4,49 km².
Am Vorabend des Ersten Weltkriegs beschäftigte das Bergwerk über 1200 Personen und förderte ca. 470.000 t Steinkohle. Da das Bergwerk bei der Teilung Oberschlesiens beim Deutschen Reich verblieb, änderten sich bis zum Zweiten Weltkrieg und währenddessen die Besitzverhältnisse nur unwesentlich.
1937 verfügte das Bergwerk über die beiden Förderschächte „Ernst“ (305 m) und „Konrad“ (305 m; beide Seilfahrt und einziehende Wetterschächte) sowie zwei ausziehende Wetterschächte mit 126 m und 132 m Teufe. Zu diesem Zeitpunkt wurde von 3175 Mitarbeitenden 1,672 Mio. t Kohle gefördert und bis 1943 auf über 2 Mio. t Kohle gesteigert.
Im April 1945 wurde die Zeche verstaatlicht und 1958 mit Concordia und Michael zu Ludwik-Concordia verbunden. 1973 erfolgte ein weiterer Zusammenschluss mit Rokitnica-Mikulczyce zum neuen Verbundbergwerk Rokitnica. Drei Jahre später wurde als letztes Bergwerk noch Pstrowski dem Verbund hinzugefügt, so dass alle im Norden Zabrzes gelegenen Bergwerke unter diesem Namen vereinigt waren. Das Bergwerk Ludwik selbst wurde 1994 stillgelegt und ein Teil der Tagesanlagen abgebrochen. Erhalten geblieben sind bis heute die Kaue, das Gerüst über Schacht Tadeusz mit der zugehörigen Schachthalle, einige Werkstattgebäude und das Verwaltungsgebäude an der ul. Hagera.
(Förderung 1873: 162 t; 1913: 492.108 t; 1938: 1,93 Mio. t)

### Amalie
Die ersten Quellen berichten am 19. September 1797 davon, dass auf der Zeche Amalie durch eine Person (Amtsbezeichnung?) namens Hofrichter aus Zabrze Steinkohlenbergbau betrieben würde. Nach zahlreichen Besitzerwechseln (Georg Karl Landgraf von Hessen und Maximilian Joseph, König von Bayern) gelangte das Bergwerk schließlich um 1850 am Carl Lazarus Henckel von Donnersmarck. Zusammen mit anderen Besitzungen des Hauses Donnersmarck (Linie Tarnowitz-Neudeck) wurde sie 1873 in die Donnersmarckhütten AG und 1926 in die Gesellschaft „Oberhütten“ eingebracht. Das Bergwerk wurde als eigenständige Zeche nur in den Jahren 1801, von 1805 bis 1806 und von 1857 bis 1876 betrieben. Danach wurde sie Teil des Bergwerks Concordia und Michael.

### Concordia und Michael
Obwohl es bereits am 14. Mai 1797 eine erste Mutung im Bereich des späteren Bergwerks Concordia (Lage) gab, begann wegen der häufigen Besitzerwechsel aufgrund starker Wasserzuflüsse der eigentlich Bergbau erst unter der Familie der Grafen von Donnersmarck auf Neudeck 1848. Am 29. Juli 1828 waren 18 Einzelfelder mit einer Gesamtfläche von 1,59 km² konsolidiert und unter dem Namen Concordia an Carl Lazarus Henckel von Donnersmarck verliehen worden. Das Bergwerk begann im Jahre 1841 mit der Förderung und wurde 1851 mit dem Feld „Michael“ vereinigt. Im Jahr 1873 ging das Bergwerk in das Eigentum der Donnersmarckhütte über, die bereits weitere Erz- und Kohlenfelder in der Nachbarschaft besaß. 1897 gehörten u. a. auch die Felder „Borsig“, „Johann August“ und „Maria Anna“ zur Zeche „Concordia“.
Im Jahr 1912 verfügte das Bergwerk, das horizontal in zwei Abteilungen gegliedert war, über folgende Schächte: In der 1. Abteilung „Julie“ (235 m; Förderung; Seilfahrt; einziehender Wetterschacht), „Schmidt“ (139 m; einziehender Wetterschacht; Lage) sowie „Carl“- und „Grenzschacht“ für die Wetterführung. Diese Abteilung baute die Sattelflöze ab. Die 2. Abteilung mit dem Förderschacht „Concordia“ (585 m; Förderung; Seilfahrt; einziehender Wetterschacht) sowie einem weiteren Wetterschacht (410 m) war in der Tiefe bereits bis zum Andreasflöz vorgedrungen und baute dieses ab. Die Förderung und Aufbereitung war auf den Standort der drei Schächte „Carl“, „Julie“ und „Concordia“ konzentriert und lag in unmittelbarer Nähe der Donnersmarckhütte. Die Produktion belief sich in diesem Jahr auf etwas mehr als 1 Mio. Tonnen Steinkohle.
Durch die Abwicklung der Donnersmarckhütte 1927 gelangte auch die Zeche „Concordia“ in den Besitz der Nachfolgegesellschaft, der Oberschlesische Eisenbedarfs AG (Oberbedarf). 1933 pachtete die Gewerkschaft Castellegno-Abwehr die Zeche, 1938 kaufte sie sie. (Förderung: 1873: 88.900 t; 1913: 952.301 t; 1938: 606.248 t)

### Fusion mit Castellegno/Rokitnica

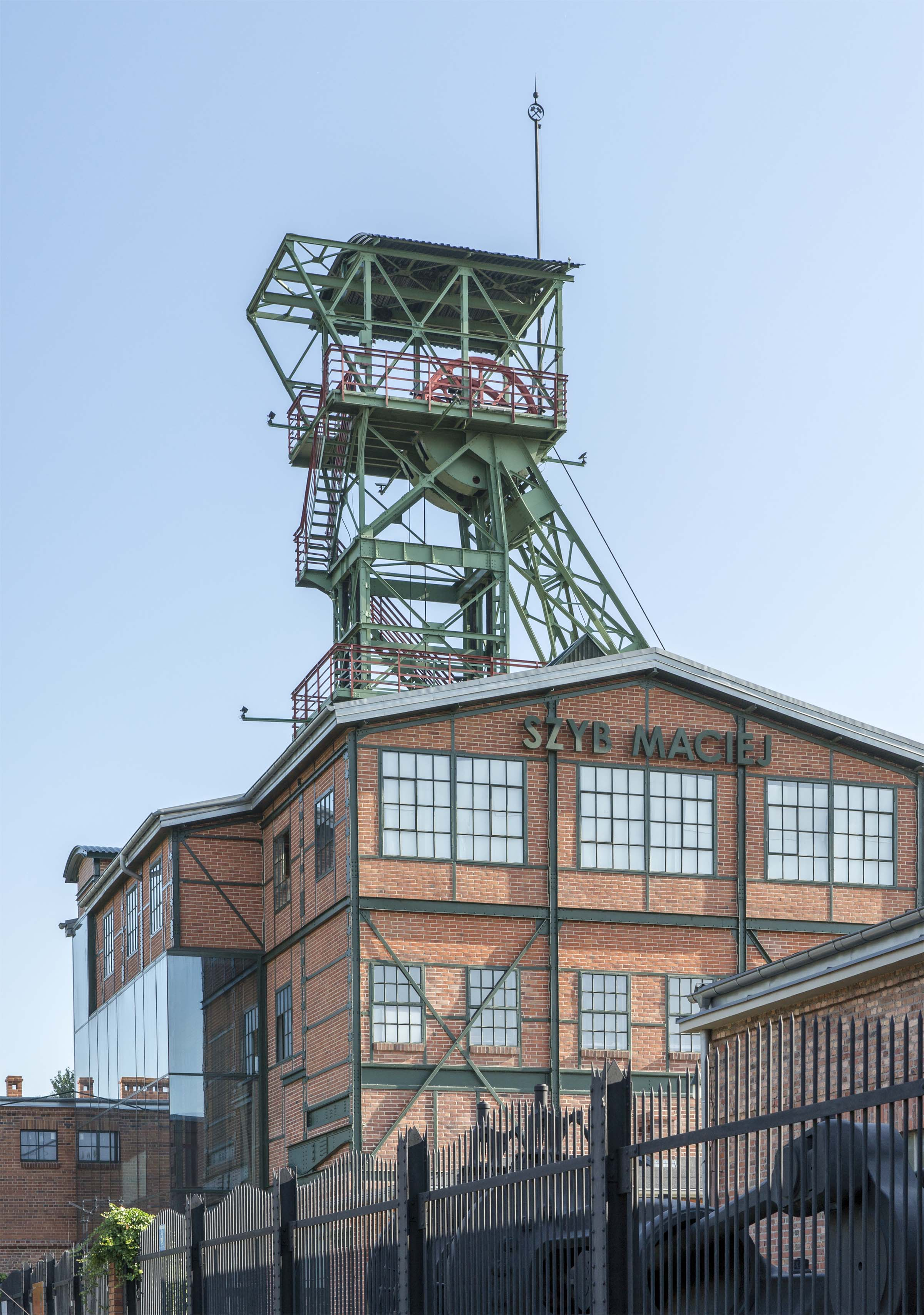
Westschacht von Concordia

Im Jahr 1958 bildete sie mit Ludwigsglück eine Verbundanlage unter dem Namen Ludwik-Concordia, 1970 erfolgte der Zusammenschluss mit Rokitnica. 1975 wurden alle im Norden von Zarbze liegenden Bergwerke unter der Bezeichnung Pstrowski zusammengefasst.

### Gegenwart
Während mit Ausnahme eines Wasserturms alle Tagesanlagen von Concordia und Michael abgerissen wurden, haben sich auf dem Gelände der Zeche Ludwigsglück noch das Gerüst über Schacht Tadeusz sowie die Kaue und einige Tagesanlagen erhalten. Das Gelände wird von dem Bergbauzulieferer Demex genutzt. Auch wurde das Schachtgerüst mit Schachthalle über dem Westschacht (Schacht „Maciej“; Lage) in Zabrze-Machiejów liebevoll restauriert.